# Analitikus függvénykiértékelés

## Analitikus függvénykiértékelés
A matematika és fizika terén mindig függvények kötnek össze változókat, legáltalánosabb esetben a következő alakban f(x) = y. Ezzel egyenértékű az az állítás, hogy minden x értéknek megfelel egy jól meghatározott y érték. Numerikus analízis terén gyakran megjelenik a behelyettesítés értékének a meghatározásának a problémája. Többek között az integrálok numerikus analízisében, a kvadratúráknál. 
Bizonyos esetekben a függvényértékek kiszámításánál megjelennek a Taylor-, illetve a Maclaurin-sorok. Ezek megfelelő esetben egyre pontosabb értéket térítenek vissza, minél inkább növeljük a lépések számát. 
Általános esetben megkeressük a függvény Maclaurin-sorát, majd a sor alapján meghatározunk egy rekurrenciás képletet. A képletet megfelelő módon implementálva egy programba, azt addig engedjük futni, míg a kívánt eredmény az általunk meghatározott hibakorláton belül esik.
A rekurrenció a következő formában hasznos programozásban: {\displaystyle y=u_{0}+u_{1}+u_{2}+...=\sum _{i=0}^{\infty }u_{i}}, ahol az {\displaystyle u_{n+1}=f(u_{n},x)}

### (1+x)a{\displaystyle (1+x)^{a}}típusú függvény
Maclaurin sor:
{\displaystyle f(x)=1+ax+{1 \over 2!}a(a-1)x^{2}+{1 \over 3!}a(a-1)(a-2)x^{3}+...}
{\displaystyle T_{0}=u_{0}=1}
Rekurrenciás képlet: {\displaystyle u_{n+1}=u_{n}{a-n \over n+1}x}
A tagok számát növelve, a pontossága is növekszik a behelyettesítési értéknek.

#### Python kód
```
import
 
math

def
 
maclaurin
(
a
,
 
x
,
 
e
):

	
u
 
=
 
1

	
n
 
=
 
0

	
T
 
=
 
1

	
while
 
(
math
.
sqrt
(
u
*
u
)
>
e
):

		
u
 
=
 
x
*
u
*
(
a
-
n
)
/
(
n
+
1
)

		
T
 
=
 
T
 
+
 
u

		
n
 
=
 
n
 
+
 
1

	
return
 
T

```

### ex{\displaystyle e^{x}}, exponenciális függvény
Maclaurin sor: 
{\displaystyle f(x)=1+x+{x^{2} \over 2!}+{x^{3} \over 3!}+...}
{\displaystyle T_{0}=u_{0}=1}
Rekurrenciás képlet: {\displaystyle u_{n+1}=u_{n}{x \over n+1}}

#### Python kód
```
import
 
math

def
 
exp
(
x
,
 
e
):

	
u
 
=
 
1

	
n
 
=
 
0

	
T
 
=
 
1

	
while
 
(
math
.
sqrt
(
u
*
u
)
>
e
):

		
u
 
=
 
x
*
u
/
(
n
+
1
)

		
T
 
=
 
T
 
+
 
u

		
n
 
=
 
n
 
+
 
1

	
return
 
T

```

### A természetes logaritmus függvény
Maclaurin-sor:
{\displaystyle f(x)=\log(1+x)=x-{x^{2} \over 2}+{x^{3} \over 3}-{x^{4} \over 4}+...+(-1)^{n}{x^{n} \over n}+H}, {\displaystyle H} {\displaystyle <{1 \over n+1}x^{n+1}}
{\displaystyle T_{0}=u_{0}=x}
Rekurrenciás képlet: {\displaystyle u_{n+1}=-u_{n}{n \over n+1}x^{n+1}}

#### Python kód
```
import
 
math

def
 
ln
(
x
,
 
e
):

	
u
 
=
 
x

	
n
 
=
 
0

	
T
 
=
 
x

	
while
 
(
math
.
sqrt
(
u
*
u
)
>
e
):

		
n
 
=
 
n
 
+
 
1
		
		
u
 
=
 
-
u
*
n
*
x
/
(
n
+
1
)

		
T
 
=
 
T
 
+
 
u

	
return
 
T

```

### Sin(x) függvény
{\displaystyle f(x)=sin(x)=x-{x^{3} \over 3!}+{x^{5} \over 5!}-...=\sum _{n=0}^{\infty }(-1)^{n}{x^{2n-1} \over (2n+1)!}}
{\displaystyle T_{0}=u_{0}=x}
Rekurrenciás képlet: {\displaystyle u_{n+1}=-u_{n}{x^{2} \over (2n+2)(2n+3)}}

#### Python kód
```
import
 
math

def
 
sin
(
x
,
 
e
):

	
u
 
=
 
x

	
n
 
=
 
0

	
T
 
=
 
x

	
while
 
(
math
.
sqrt
(
u
*
u
)
>
e
):

		
n
 
=
 
n
 
+
 
1
		
		
u
 
=
 
-
u
*
x
*
x
/
((
2
n
+
1
)
*
(
2
n
))

		
T
 
=
 
T
 
+
 
u

	
return
 
T

```

## Lásd még
- Analitikus függvény

- Maclaurin-sor
- Taylor-sor